# Hoff (Moselle)
Pour les articles homonymes, voir Hoff.
Hoff est une ancienne commune française du département de la Moselle en Lorraine.

## Géographie
La localité de Hoff est située dans le sud du département de la Moselle, au nord de Sarrebourg. Le village est traversé par la Sarre. 
Avant son rattachement à Sarrebourg, son territoire communal s'étendait sur 947 hectares, celui-ci incluait les écarts de La Maladrie et Saint-Roch.

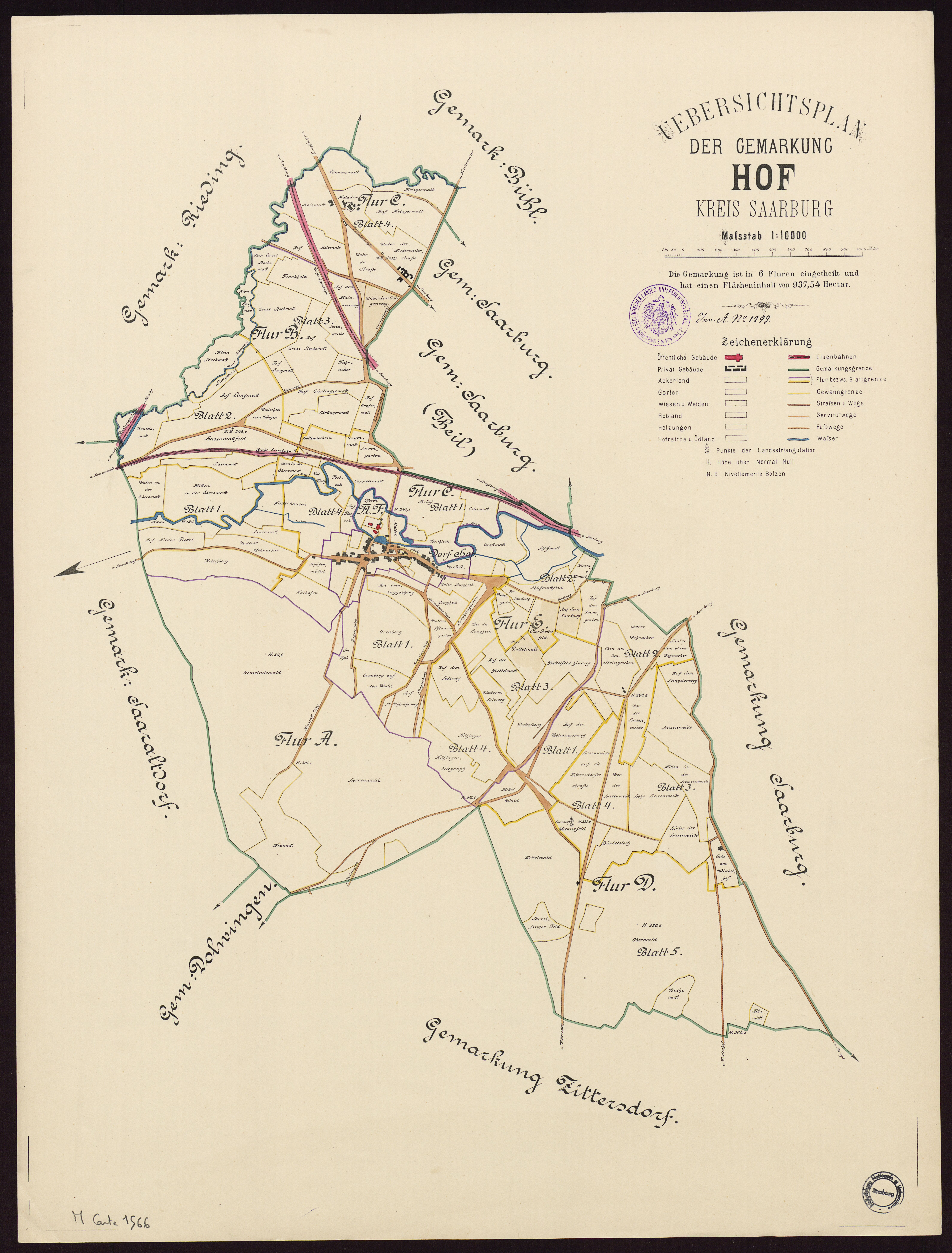
Plan cadastral de Hoff en 1885.

## Toponymie
Anciennes mentions : Hoffe (1583), Holhoff et Holff (sans date).
En allemand standard : Hof.

## Histoire
Le village de Hoff, après avoir fait partie du domaine des évêques de Metz, fut vendu au duc de Lorraine, en 1557, par le chapitre de la cathédrale de cette ville. Il fut sans doute ruiné au XVIIe siècle, car Bugnon le qualifie de métairie bâtie sur les ruines du village ; elle fut donnée, par le duc Léopold, à M. le baron de Hennin, par arrêt du 16 juillet 1721.
En 1710, Hoff est mentionné comme étant dépendant de la prévôté de Lixheim et du bailliage d'Allemagne ; puis en 1756, comme dépendant de la juridiction et subdélégation de Sarrebourg, dans la généralité de Vic. À la suite de la révolution française, ce village est incorporé en 1790 dans le canton et district de Sarrebourg.
De 1790 à 1871, Hoff fait partie du département de la Meurthe. En 1843, la commune est signalée comme étant germanophone.
La gare de Sarrebourg est mise en service le 29 mai 1851. Une partie de ses installations se trouvent sur le ban communal de Hoff.
Conformément au traité de Francfort de 1871, Hoff est annexée à l'Empire allemand comme l'ensemble de l'Alsace-Lorraine. La commune redevient française après la Première Guerre mondiale. Elle est à nouveau annexée de 1940 à 1944.
Le 1er avril 1953, la commune de Hoff est rattachée à celle de Sarrebourg, sous le régime de la fusion simple,.

## Démographie
| 1793 | 1800 | 1806 | 1821 | 1831 | 1836 | 1841 | 1846 | 1851 |
| ---- | ---- | ---- | ---- | ---- | ---- | ---- | ---- | ---- |
| 399  | 448  | 477  | 423  | 490  | 579  | 592  | 583  | 552  |

| 1856 | 1861 | 1872 | 1876 | 1881 | 1886 | 1896 | 1901 | 1906 |
| ---- | ---- | ---- | ---- | ---- | ---- | ---- | ---- | ---- |
| 515  | 516  | 551  | 596  | 611  | 649  | 598  | 603  | 738  |

| 1911 | 1921 | 1926 | 1931 | 1936  | 1946  | - | - | - |
| ---- | ---- | ---- | ---- | ----- | ----- | - | - | - |
| 825  | 813  | 841  | 881  | 1 015 | 1 114 | - | - | - |

## Lieux et monuments
- Église Saint-Martin, reconstruite en 1914 : clocher roman ; autel de Labroise XVIIIe siècle, 2 statues XVe siècle ;
- Cimetière de Hoff ;
- Le Sacré-cœur, le village de Hoff fut relativement épargné par la Première Guerre mondiale. En signe de reconnaissance, les paroissiens érigèrent un monument dédié au Sacré-cœur de Jésus sur les hauteurs du village en 1918[5] ;
- Ferme du Winkelhof, aujourd'hui occupée par le golf du pays de Sarrebourg ;
- Maison forestière du général Mangin ;
- Maison forestière de Hoff ;
- Hôpital de Hoff, rattaché à l'hôpital Saint-Nicolas de Sarrebourg.